# Емма Олена Георгіївна
Олена Георгіївна Емма (25 серпня 1934, Київ — 2007) — радянська і українська художниця по костюмах та по гриму. Член Національної спілки кінематографістів України.

## Біографія
Народилася 25 серпня 1934 року в Києві в родині службовця. Закінчила Московське театральне художньо-технічне училище (1956).
Працювала на студії «Мосфільм», Литовській кіностудії, студії «Таджикфільм», Київській студії телебачення.
З 1969 р. — художник-гример Київської кіностудії ім. О. П. Довженка.
Померла на 74-му році життя у 2007 році.

## Фільмографія
Художник по костюмах:
- «Кроки в ночі»/Žingsniai naktį (1962, у співавт., Литовська к/ст)
- «Незнайомці»/Svetimi (1962, у співавт., Литовська к/ст)

Художник по гриму:
- «Хліб і сіль» (1970)
- «Ніна» (1971)
- «Зоряний цвіт» (1971)
- «Іду до тебе…» (1971)
- «Дума про Ковпака» (1973—1976, 3 а)
- «Новосілля» (1973, у співавт.)
- «Тут нам жити» (1973)
- «Заячий заповідник» (1973)
- «Дударики» (1979, у співавт.)
- «Від Бугу до Вісли» (1980) та ін.

## Фестивалі та премії
- 1964 — Премія I-го Всесоюзного кінофестивалю (Ленінград) колективу художників за найкраще художнє оформлення фільму «Кроки в ночі»/Žingsniai naktį (1962): А. Завіша, І. Чупліс, В. Бімбайте, О. Емма[2].